# Brachyponera chinensis
Brachyponera chinensis, hay còn gọi là kiến kiến trúc châu Á, là một loài kiến có nguồn gốc ở các khu vực của Nhật Bản và Châu Á. Loài này cũng có thể được tìm thấy ở Hoa Kỳ, nơi nó là một loài có tính xâm lấn và có thể xâm lấn. Nó được ghi lại từ Georgia, North Carolina, South Carolina, và Virginia, mặc dù các hồ sơ chưa được công bố đặt tại Alabama và Tennessee. Các cuộc thăm dò đã được khẳng định ở phía bắc là Maryland. Loài dịch hại đang ngày càng trở nên quan tâm do các tác động về sinh thái đối với đa dạng sinh học và các nguy cơ về sức khoẻ con người thông qua quá mẫn cảm do sting. Nó thích làm tổ trong vùng tối, ẩm ướt trong đất dưới đá, các khúc gỗ, các gốc cây và các mảnh vụn.
Trong Top 5 danh sách 100 loài kiến nguy hiểm nhất, xuất hiện loài kiến đến từ Argentina, một trong những loài kiến đông đảo nhất thế giới và đứng thứ 3 sau kiến từ California, châu Âu và Nhật Bản. Chúng chiếm thế thượng phong trong thế giới kiến và không loài nào địch nổi, chỉ trừ duy nhất một loài. Đó là loài kiến kim đến từ châu Á. 
Kiến kim đang chiếm trọn lãnh thổ của kiến Argentina. Lý do được các nhà khoa học cho rằng, có thể kiến kim đã ăn thịt người anh em đến từ Nam Mỹ, bên cạnh lũ mối và các loài kiến khác. Lý do khác cho rằng kiến kim châu Á là giống kiến chịu lạnh tốt nhất, vì vậy chúng có nhiều thời gian để giao phối, xây tổ cũng như ăn thịt những người hàng xóm khác.
Kiến kim với nọc độc có thể khiến gây dị ứng ở người, thậm chí mạnh hơn ở nọc của loài ong mật.
 Kiến trúc kiến trúc châu Á và kiến kiến trúc Argentina (Linepithema humile) đang đấu tranh giành lãnh thổ tại Hoa Kỳ.